# Superpohár UEFA 1988
Třináctý ročník Superpoháru UEFA se odehrával na dva zápasy mezi vítězem Poháru mistrů evropských zemí v ročníku 1987/88 – PSV Eindhoven – a vítězem Poháru vítězů pohárů ve stejném ročníku – KV Mechelen.

## Zápas

### 1. zápas
| 1. února 1989                |       |               |                                                                 |
| KV Mechelen                  | 3 : 0 | PSV Eindhoven | AFAS-stadion, Mechelen diváci: 7.000 rozhodčí: Erik Fredriksson |
| Bosman 16', 50' De Wilde 17' |       |               | AFAS-stadion, Mechelen diváci: 7.000 rozhodčí: Erik Fredriksson |

### 2. zápas
| 8. února 1989 |       |             |                                                                        |
| PSV Eindhoven | 1 : 0 | KV Mechelen | Philips Stadion, Eindhoven diváci: 17.100 rozhodčí: Siegfried Kirschen |
| Gillhaus 78'  |       |             | Philips Stadion, Eindhoven diváci: 17.100 rozhodčí: Siegfried Kirschen |

## Vítěz
| Superpohár UEFA 1988 KV Mechelen (1. vítězství) |